# Neaxius
Genre
Synonymes
- Axius (Neaxius) Borradaile, 1903

Neaxius est un genre de crustacés décapodes de la famille des Strahlaxiidae. 

## Liste des genres
Selon World Register of Marine Species (27 décembre 2017) :
- Neaxius acanthus (A. Milne-Edwards, 1878)
- Neaxius frankeae Lemaitre & Ramos, 1992
- Neaxius glyptocercus (von Martens, 1868)
- Neaxius mclaughlinae Ngoc-Ho, 2006
- Neaxius trondlei Ngoc-Ho, 2005
- Neaxius vivesi (Bouvier, 1895)